# Roofridder
De term roofridder werd oorspronkelijk gebruikt voor rijke feodale meesters uit de twaalfde, dertiende, veertiende en vijftiende eeuw die langs de Rijn woonden en hun financiële positie verbeterden door passerende koopvaardijschepen tegen te houden en tolgeld te eisen zonder dat zij daartoe waren gemachtigd. In feite misbruikten roofridders hun macht met het oog op financieel gewin.
De term werd in de 19e eeuw opnieuw gebruikt in de Verenigde Staten, waar het een pejoratieve term was om zakenlieden te beschrijven die er naar verluidt een gewetenloze bedrijfstactiek op na hielden om op de effectenbeurs een persoonlijk fortuin te vergaren. Daarnaast kwam een groot deel van hun rijkdom uit de industrieën die zij bezaten.
Hoewel de publieke opinie lang in het nadeel van deze mensen heeft geoordeeld, stellen sommige historici tegenwoordig dat deze "roofridders" degenen waren die de Verenigde Staten in het begin van de 20e eeuw tot een wereldmacht maakten, dankzij hun grote investeringen in de industrie van het land.

## Verwante begrippen
- Comitatus
- Condottiere
- Kaper
- Krijgsheer
- Piraat